# Żelisławiec Kartno
Żelisławiec Kartno – nieczynny przystanek osobowy w Żelisławcu, w powiecie gryfińskim, w województwie zachodniopomorskim, w Polsce.